# Combat de Navès
El combat de Navès fou un enfrontament succeït el 19 de novembre de 1713 al poble de Navès, al nord de Cardona, entre soldats de l'exèrcit català i forces borbòniques.

## Antecedents
Durant tot el mes d'octubre de 1713 l'exèrcit català de l'interior va resistir un setge de 2.000 soldats a la fortalesa de Cardona. Després de nou dies de setge, amb intensos combats i assalts, els atacants del Reial Exèrcit de Felip V, havent patit 900 baixes, es van retirar.
Amb aquesta retirada, la zona de la rodalia de Cardona va quedar fortament desatesa. Les forces borbòniques més properes eren 100 infants i 80 cavalls a Solsona i 50 fusellers de muntanya i 70 cavalls a Manresa. Tot i la desfeta borbònica però, els defensors de Cardona estaven molt limitats de personal i econòmicament i un dels mitjans que tenien per subsistir era la venda de sal comuna, activitat a la qual el marquès del Poal donava molta importància.

## El combat
Tot i ser pocs, els efectius borbònics continuaven hostilitzant l'àrea d'influència de la fortalesa de Cardona. El 19 de novembre, en una d'aquestes accions, van capturar 8 mules carregades de sal comuna. Immediatament després d'assabentar-se'n, el marquès del Poal va ordenar a un grup d'homes que castiguessin la pèrdua. La partida catalana estava a les ordres del tinent Joan Ribas i l'alferes Fornesa i estava formada per 25 granaders, 25 fusellers i uns quants cavalls i voluntaris del capità Diego Nassarre.
Quan van arribar a Navès els fusellers botiflers de Berga van decidir resistir i 29 d'ells es van fer forts a una casa propera al castell de Navès. Després d'un fort atac, els assaltants van aconseguir calar foc al portal de l'edifici i el capità Nassarre amb els seus homes van aconseguir infiltrar-se a la casa, fent rendir 28 homes després de matar-ne un que va intentar fugir.

## Conseqüències
Els presoners van ser traslladats a Cardona i l'endemà, després d'haver-los administrat els sagraments, es van executar a la forca 5 homes: el capità i quatre dels principals fusellers, considerats enemics de la pàtria. Aquesta acció es va dur a terme en venjança per la mort del coronel Bac de Roda, que havia estat penjat a Vic el 2 de novembre.
Juntament amb les ofenses i impostos borbònics, aquesta acció va servir de detonant perquè més de cinquanta poblacions de la rodalia passessin a ser fidels a l'exèrcit català de l'interior i al seu comandant, el marquès del Poal. L'àrea d'influència de la fortalesa de Cardona va augmentar de forma important als veïnats de Cardona, Manresa, Solsona i Berga.
Immediatament després de recuperar-ne el control, Antoni Desvalls manà que les poblacions prenguessin les armes i estiguessin a punt per emprendre un atac massiu contra el setge de Barcelona.
Aquest aixecament en armes de la regió va permetre que el 21 de novembre, dos dies després de l'atac, el sometent de Navès capturés un altre borbònic de Berga.
Mesos després, durant la revolta de les quinzenades, el castell de Navès seria ocupat per 130 fusellers sota les ordres del coronel borbònic Po de Jafre, que posteriorment seria sorprès per tropes de l'exèrcit català.

## Llegat
Amb motiu del tricentenari l'Associació Cultural El Babau de Navès va editar un opuscle titulat Navès durant la guerra de successió 1711-1714, on es donen a conèixer els fets que es van esdevenir a la població durant la Guerra de Successió Espanyola i la seva última fase, la Guerra dels catalans.